# Sac City (Iowa)
Sac City es una ciudad ubicada en el condado de Sac en el estado estadounidense de Iowa. En el Censo de 2010 tenía una población de 2220 habitantes y una densidad poblacional de 173,93 personas por km².

## Geografía
Sac City se encuentra ubicada en las coordenadas 42°25′19″N 94°59′51″O / 42.42194, -94.99750. Según la Oficina del Censo de los Estados Unidos, Sac City tiene una superficie total de 12.76 km², de la cual 12.59 km² corresponden a tierra firme y (1.36%) 0.17 km² es agua.

## Demografía
Según el censo de 2010, había 2220 personas residiendo en Sac City. La densidad de población era de 173,93 hab./km². De los 2220 habitantes, Sac City estaba compuesto por el 98.29% blancos, el 0.14% eran afroamericanos, el 0% eran amerindios, el 0.23% eran asiáticos, el 0% eran isleños del Pacífico, el 0.05% eran de otras razas y el 1.31% pertenecían a dos o más razas. Del total de la población el 0.23% eran hispanos o latinos de cualquier raza.